# Шинтеряг (комуна)
Шинтеряг (рум. Șintereag) — комуна у повіті Бистриця-Несеуд в Румунії. До складу комуни входять такі села (дані про населення за 2002 рік):
- Блеженій-де-Жос (426 осіб)
- Блеженій-де-Сус (418 осіб)
- Кайла (355 осіб)
- Кочу (1135 осіб)
- Шинтеряг-Гаре (129 осіб)
- Шинтеряг (933 особи) — адміністративний центр комуни
- Шієу-Сфинту (465 осіб)

Комуна розташована на відстані 335 км на північний захід від Бухареста, 16 км на захід від Бистриці, 68 км на північний схід від Клуж-Напоки.

## Населення
За даними перепису населення 2002 року у комуні проживала 3861 особа.
Національний склад населення комуни:
| Національність | Кількість осіб | Відсоток |
| -------------- | -------------- | -------- |
| румуни         | 3387           | 87,7 %   |
| угорці         | 371            | 9,6 %    |
| цигани         | 85             | 2,2 %    |
| українці       | 16             | 0,4 %    |
| німці          | 1              | < 0,1 %  |

Рідною мовою назвали:
| Мова       | Кількість осіб | Відсоток |
| ---------- | -------------- | -------- |
| румунська  | 3464           | 89,7 %   |
| угорська   | 361            | 9,3 %    |
| циганська  | 20             | 0,5 %    |
| українська | 14             | 0,4 %    |
| німецька   | 1              | < 0,1 %  |

Склад населення комуни за віросповіданням:
| Релігія        | Кількість осіб | Відсоток |
| -------------- | -------------- | -------- |
| православні    | 3098           | 80,2 %   |
| реформати      | 346            | 9,0 %    |
| п'ятдесятники  | 282            | 7,3 %    |
| адвентисти     | 58             | 1,5 %    |
| греко-католики | 53             | 1,4 %    |
| римо-католики  | 6              | 0,2 %    |
| бретрени       | 2              | 0,1 %    |
| лютерани       | 1              | < 0,1 %  |